# Манастир Гомирје
Манастир Гомирје је најзападнији српски манастир у Европи. Налази се у Горском Котару у Републици Хрватској и припада Горњокарловачкој епархији Српске православне цркве. Манастир је утемељен на обнови Пећке Патријаршије.
У кругу храмовне цјелине налази се храм Рођења светог Јована Претече.

## Прошлост
Манастир Гомирје је настао у вријеме када су се стварана прва српска насеља у Гомирју, Врбовском и Моравицама крајем 16. вијека. Због надметања грофова Зрињских и Франкопана, око тога коме припада Гомирје, надвојвода Фердинанд је крајем 1602. године затражио тачан извјештај. По његовом налогу заповедник границе Вид Кисел је 7. јануара 1603. године изнио
чињенице. Земљиште је одавно и увијек припадало искључиво Франкопанима, али дуго је било пусто. Онда га је војна власт обновила (насеља Плашки и Дабар) и ту населила Србе 1602. године, да буду поуздани чувари границе царства према Турској. Ти Срби су имали много мука са Турцима али и католицима, предвођеним кардиналом Колонићем. Остављено је грофу Франкопану да обнови насеља Врбовско и Моравицу и да ту насели нове српске насељенике. То се и десило 1604. године као и сљедећих. Али гроф је био незадовољан и настављена су спорења сљедећих десетљећа. Србима је замјерано да се шире и пљачкају са обе стране границе - као ускоци.
Тражећи заштиту, код надвојводе Фердинанда 1602. године одлазе изасланици гомирских Срба Вујица Ковач и Мислав Барјактар, а 1608. године, надвојводи одлази Радоје мамула тражећи заштиту или пресељење. Не успјевши у своме циљу многи Гомирци исељавају у тадашњу Славонску крајину, па је 1615. године остало у Гомирју настањено само 40 кућа. И њима је било тешко па 1617. године у грац шаљу своје војводе Радоњу Мрвошевића и Гроздана Марковића да се пожале на непримјерено понашање Франкопана према њима. 
У уговору о земљи склопљеном 13. јула 1657. године у Огулину између Срба и племића Ђуре Франгепана, описује се насељавање Срба у Карловачки генералат: "У давне године прешао је знатан број Влаха(!?) (тј. Срба) из турског поданства овамо у хришћанске предјеле, те су се они са милостивим знањем и допуштењем Његовог царског величанства Фердинанда II као ондашњега господара и земљодршца у унутарњим аустријским државама у поменутом Гомирју, Врбовском и Моравици на земљишту, које је по цијелом простору своме спадало графу Франгепану (Франкопану) и утјеловљено било добру Озаљском, населили". Како су се Срби стално ширили на грофовском посједу, долазило је до несугласица. Покушале су обје стране да проблем ријеше нагодбом 1631. године, по којој је диштрикт имао да плати 6000 ф. а Срби посебно још 4000 ф. као обештећење грофовској породици. Како то није заживјело, направљен је нови поменути уговор 1657. године, на који су потпис ставили са српске стране Никола Докмановић кнез Гомирски и Миливој Вучиновић војвода Модрушки. Срби су дали сада за свагда 15.000 ф. а добили су сву заштиту и права, које је потврдила Марија Терезија 1759. године.
По страном извору - топографској књизи писаној на њемачком из 1835. године, се каже о постанку манастира: "Гомир манастир стоји још, а подигнуто је 1596. године. Из манастира Крке у Далмацији дођоше три калуђера и ту се смјестише. Кућа Мамулска даде им осам јутара оранице, неколико ливада и малу шумицу..." По српском извору из Гомирја (1903) наводи се да су манастир Гомирје населили калуђери из манастира Крке али 1602. године. Улога манастира била је да дјелује против унијаћења Срба, коју су агресивно и насилно спроводили католички мисионари и новоустановљени унијатски свештеници. Тражили су Срби из Гомирја 1742. године да им се за владику постави надстојатељ гомирски Данило Јакшић, који је био омиљен и способан.
Посебно треба истаћи да су гомирски калуђери одувијек поповали у Јасенку, гдје је манастир такође имао доста земље. Грбић је записао народно предање да је у Јасенку био манастир прије него у Гомирју, и да су калуђери прешли из Јасенка у Гомирје. Како је у гомирском диптиху записано да је манастир основан 1557. "али зна се поуздано да је Гомирје подигнуто тек почетком седамнаестог вијека", Манојло Грбић мисли "да би ова биљешка могла односити се на цркву и манастир у Јасенку, а Јасенак је, откако је Гомирја, свагда припадао са својом земљом и шумом манастиру Гомирју". Кад је неки Божић Ковачевић узурпирао у Јасенку манастирску ливаду, велики гомирски судија Фаркас Михачевић, донио је 4. децембра 1676. пресуду према којој та земља припада манастиру Гомирју. Тако је остало вјековима. Још 1905. посјед манастира Гомирја у Јасенку износио је 331 јутро и 612 четворних хвати. У Јасенку је 1723. усљед снијега, који је пао 12. маја и уништио љетину, био на служби јеромонах Григорије Гомирац "гладан и жедан" . Тамо се 1762. помиње на служби јеромонах Исаија Радојчић, а пет година касније (1767) у Јасенку умире стари гомирски настојатељ Рафаило Добревић.
Почетком 18. вијека отпочињу припреме за изградњу зидане цркве и манастирског конака. Управо у то вријеме, манастир посвећен Св. Јовану Претечи добија на значају. Гомирски надстојатељ Данило Љуботина изабран је 1713. године за горњокарловачког владику са средиштем управо у манастиру Гомирју. За вријеме управе владике Данила (1713—1739) сазидана је 1719. године нова богомоља, а 1730. и манастирско здање са 12 келија и трпезаријом. На манастирском гробљу на Велику Госпојину 1747. године освјештао је владика Павле Ненадовић, каснији карловачки митрополит, капелу посвећену Успенију Пресвете Богородице. На овај празник у Гоморју се од тада одржава велики народни сабор. Гомирски архимандрит Данило Јакшић је 1749. године постао администратор, а наредне године и владика Горњокарловачке епархије.
Икону Богородице, за манастир Гомирје урадио је 19. маја 1867. године иконописац Димитрије Поповић. Слика је настала у његовој радионици у Великом Бечкереку, у Банату.
По званичном имовинском попису из 1902. године види се да је тај манастир у Модрошко-ријечкој жупанији, на територији Горњо-карловачкој владичанства. Чист катастарски приход од земље износио је тада 2157 к 40 потура, а њена вриједност 43.148 к. Здања су била процијењена на 39.100 к, а у вредносним папирима се нашло 22.300 к. Остала имовина много је мање вриједела: драгоцености 376 к, опрема 1138 к и остале покретности 2638 к. Тада је укупна вриједност тог манастирског имања износила 107.562 к.
Године 1905. манастир се налази у Горњо-карловачкој митрополији, а у административном погледу - у Огулинској жупанији, котара Огулинској и дистрикту манастира Гомирја. Посед му је остао исти као 1902. године - 795 кј 1044 кв хв земље, који вреде 43.148 к. Цјелокупна вриједност имовине манастира износу у новцу 108.752 к 90 новчића.

## Братство
У књизи "Повијест бискупија Сењских" наводи се да је у манастиру Гомирју било и до 300 монаха(?). У 1/2 18. вијека у манастиру су били - помињу се проигуман Теодор (бивши игуман) и јеромонах Јоаникије. Надстојатељ је 1742. године био Данило Јакшић, а 1749. године је као архимандрит био администратор тамошње епархије. Архимандрит Јован Милојевић био је 1797. године такође администратор епархије Горњо-карловачке. Манастирско братство чинили су 1827. године калуђери: архимандрит Јосиф Рајачић, јеромонаси - Теофил Грбић, Герасим и Генадиј Мамула, Јоаникије, протођакон Симон Тркуља и јерођакон Мојсеј Милановић. Поповић, Јеромонах Данило Вукелић је био ту 1836. године и износио тешке прилике у манастиру. Митрополит Стратимировић је 1829. године архимандрита манастира Гомирје Јосифа Рајачића наименовао и рукоположио за владику Далматинског са столицом у Шибенику. Он је 1810. године ступио у манастир Гомирје, када се закалуђерио. Већ сљедеће 1811. године као протосинђел, постаје архимандрит. Рајачић ће маја 1848. године бити изабран за Патријарха српског у Карловцима. Он је касније као патријарх основао "Закладу за манастир Гомирје" за коју је определио новац, чија је главница 1901. године износила: 884 к 62 потура.
Надстојатељ манастира Гомирје 1832-1846. године био је јеромонах Севастијан Илић. Самуило Илић је био родом из Бечеја у Банату, и закалуђерио се 1829. године у манастиру Гомирје. Већ 1831. године постао администратор манастира, а сљедеће године изабраше га браћа монаси за надстојатеља. Био је близак са владиком пјесником Лукијаном Мушицким, док се нису разишли због имовинских несугласица. Као архимандрит манастира Гомирја, јавља се до 1853. године, када одлази на Фрушку гору.
По државном шематизму православног клира у Угарској из 1846. године, види се да је манастир Гомирје у Огулинској регименти. На челу манастира је архимандрит Севастијан Илић, а братство чине јеромонаси: Теофил Грбић, Герасим Мамула, Мојсеј Милановић, Јоаникије Поповић, Данило Вукелић и Макарије Милић.
Гервасије Поповић архимандрит манастира Гомирје (то и 1857) био је посланик на Српском црквено-народном сабору у Карловцима 1864. године. До 1891. године настојатељ манастира био је протосинђел Исак Дошен, чувени појац, који је тада прешао у манастир Хопово. Никола Мандић био је архимандрит манастира само годину дана 1891-1892. године, јер је изабран за владику зворничког. У манастир је ступио као парох удов, којем су умрли жена и дјеца. Године 1892. манастир је био близу пропасти, због нерада и нереда, па га је узео под своје владика карловачки Михаило, да њиме управља. Манастир је 1905. године имао статус - Игуманија, што значи да му је на челу стајао надстојатељ. Јеромонах Митрофан Вукчевић произведен је 1905. године у надстојатеља. Ту се налазио као манастирски чтец, монах Теофан Косановић. Умро је 1907. године гомирски јеромонах Дамаскин Продановић.

## Препород
Манастир је своје најбоље раздобље имао током 18. вијека када је постао прворазредно културно и образовно средиште Срба у овом дијелу Хабзбуршке монархије. У Гомирју је дјеловала иконографска школа коју је установио Симеон Балтић и из које потичу многи иконостаси и иконе који се налазе у црквама Горњокарловачке епархије. Један од његових ученика био је Јован Грбић. Овдје је био развијен и преписивачки рад.
У манастиру Гомирју је постојала основна школа 1832. године, а између 1841-1844. године учитељ је био Јован Грба, потоњи свештеник. Свој рад српска школа је наставила 1852. године са учитељем Мироном Мамулом.
Настојатељ манастира Гомирје 1836. године Севастијан Илић јавља се у Карловцу, као претплатник Вукове књиге. Десет година касније 1846. он у Плашком наручује Вукове „Српске народне пјесме“, трећи дио. Трећу Вукову књигу Илић прибавља као архимандрит манастира Гомирја, који је „Франц-Јосифовог ордена кавалир“.
Током 19. века неколико истакнутих и значајних особа је живјело у Гоморју. Између осталих Јосиф Рајачић, митрополит и српски патријарх, Сава Мркаљ, реформатор српског писма, а накратко овдје је на пропутовању боравио и Никола Тесла.

## Страдања и обнова
Најтеже вријеме манастир је прошао у 20. вијеку. Током Првог свјетског рата био је претворен у логор за политички оптужене српске свештенике. У Другом свјетском рату усташе су 1943. године манастир запалиле. Само је остала порушена манастирска црква. Игуман Теофан Косановић је убијен заједно са још најмање тројицом монаха. Вриједно културно благо и библиотека пренијети су у Загреб гдје се и данас налазе. По повратку избјеглих монаха и епископа Симеона обнова манастира је почела 1956. године. Монахиње долазе у манастир 1967, а 1975. године манастир је освештао патријарх српски Герман.
Године 2000. прослављена је у манастиру 2000. година хришћанства и 400 година од оснивања манастира.